# رودخانه پوموراولیه
رودخانه پوموراولیه (به انگلیسی: Pomoravlje (region)) رودخانه‌ای است که در صربستان جریان دارد.